# Cliff Hanger (videogioco 1984)
Cliff Hanger è un videogioco uscito nel 1984 per Commodore 64 e nel 1986 per ZX Spectrum, con un'ambientazione western e un'azione di gioco comica che ricorda i cartoni animati di Wile E. Coyote e Beep Beep.
Venne pubblicato da New Generation Software, ma i diritti vennero poi ceduti a Virgin Games.

## Modalità di gioco
Il gioco si svolge in schermate fisse con visuale tridimensionale di una gola desertica. Il giocatore controlla il cowboy Cliff che si trova in cima al canyon, e lo scopo del gioco è eliminare un bandito che passa camminando in fondo al canyon, prima appena visibile in lontananza, poi sempre più vicino. In ogni schermata bisogna trovare un modo diverso di sconfiggere il bandito, spesso schiacciandolo con qualcosa di pesante, utilizzando gli oggetti a disposizione: massi, incudini, trampolini, cannoni, tappeti elastici, calamite e altre assurde attrezzature. Bisogna anche cogliere il momento giusto in cui far scattare la trappola, tenendo conto del tempo di avvicinamento del bandito; se si manca il bersaglio il bandito se ne va e non si ottengono punti, inoltre Cliff può perdere una vita commettendo qualche errore, ad esempio cadendo nel dirupo.
Ogni livello di difficoltà consiste in più schermate da completare, con conformazioni del canyon e attrezzature diverse, che vengono proposte in ordine casuale. Conclusa una scena, che si sia riusciti o meno a colpire il bandito, si passa a una nuova schermata, scelta a caso tra quelle non ancora completate con successo. Quando tutte le scene di un livello sono state superate si passa al successivo.